# Tursa
Tursa – wieś w Estonii, w prowincji Võru, w gminie Mõniste.